# Sierra de la Malcata
La Sierra de la Malcata (Serra da Malcata en portugués) es la decimosexta elevación más alta del Portugal continental. Su cumbre más elevada, el alto del Machoca, conocido localmente como Telefe, alcanza una altitud de 1075 metros. Se encuentra en la región de transición entre Beira Alta y Beira Baixa, entre los concelhos de Sabugal y Penamacor, integrando el sistema montañoso Luso-Español de la Meseta.

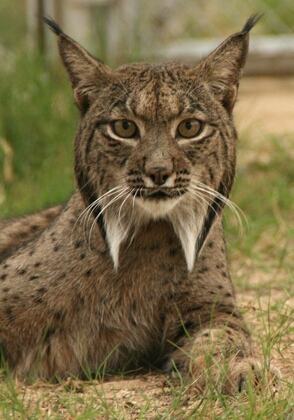
Lince Ibérico. Especie autóctona de la Sierra de la Malcata

En este entorno se localiza la Reserva Natural de la Serra de la Malcata, establecida en 1981 en primera instancia para proteger al lince ibérico que allí habita, así como todo el ecosistema asociado a él. En esta sierra nace el río Bazágueda, un afluente del río Erjas. Además, cerca de esta sierra, en la sierra de las Mesas, es donde nace el río Coa, que es afluente del Duero.